# Tirrell Baines
Tirrell Baines (Laurens, 3 luglio 1986) è un ex cestista statunitense, professionista nella NBDL.